# Przegląd Historyczny
Przegląd Historyczny – polskie czasopismo historyczne. Jest wydawane od 1905. Obecnie jest wydawane przez Wydawnictwo DiG we współpracy z Towarzystwem Miłośników Historii w Warszawie oraz Wydziałem Historii Uniwersytetu Warszawskiego (przed rokiem 2020: Instytutem Historycznym). Pierwszym redaktorem naczelnym był Jan Karol Kochanowski.